# Cyrtocarenum cunicularium
Cyrtocarenum cunicularium là một loài nhện trong họ Ctenizidae.
Loài này thuộc chi Cyrtocarenum. Cyrtocarenum cunicularium được miêu tả năm 1811 bởi Olivier.